# Лабунька Марія
Марія Лабунька (Марія Ровенчук псевдо: «Ірина», «Ірина Сурмач»; нар. 12 лютого 1924, с. Печеніжин, нині Печеніжинська селищна громада, Коломийський район, Івано-Франківська область — пом. 17 жовтня 1996, м. Філадельфія, США) — окружний керівник УЧХ Ярославщини, провідниця жіночої мережі ОУН округи «Батурин» на Закерзонні, педагог, громадська діячка.

## Життєпис

Зліва направо Марія Боднаренко-Ріпецька «Оксана», Володимир Хомин-Чарський «Беркут», Роман Мац, Марія Ровенчук-Лабунька «Ірина» та Євген Кохалик «Шахай». Регенсбург, Баварія, березень 1949 р.

Навчалася у Коломийській гімназії, яку закінчила 1944 року.
У 1944—1946 очолювала жіночу мережу ОУН округи «Батурин» Закерзонського краю (під псевдом «Ірина Сурмач»). У 1948 році пробилася на Захід з рейдуючою групою УПА.
До 1952 вивчала педагогіку й етнографію в УВУ в Мюнхені. У 1955 році емігрувала до США. Там брала участь у житті української громади.
Померла 17 жовтня 1996 року, похована на цвинтарі святого Андрія (Саут-Баунд-Брук).

## Творчість
Автор книги спогадів «Коли ліс був наш батько. Спомини»(2016), яка стала бестселлером. В 2021 книгу в Україні вперше презентував син Ілля 